# UDS-Test
Der UDS-Test ist ein Testverfahren, mit dem eine genotoxische Schädigung indirekt durch induzierte Reparaturmechanismen nachgewiesen werden kann. Die Abkürzung UDS steht für „unscheduled DNA synthesis“ oder „unplanmäßige (außerplanmäßige) DNA-Synthese“. Allerdings muss berücksichtigt werden, dass nicht alle genotoxischen Substanzen auch DNA-Reparatur induzieren (z. B. bestimmte Schwermetalle), so dass es möglicherweise zu falsch-negativen Ergebnissen kommen kann.
Für den UDS-Test werden Hepatozyten mit der Testsubstanz und [3H]-Thymidin (Tritium-Thymidin) versetzt. Wird die DNA durch die Testsubstanz geschädigt und werden Reparaturmechanismen aktiv, so kommt es zum Einbau von [3H]-Thymidin.
Zur Auswertung des UDS-Tests werden die Zellen fixiert und einer Autoradiographie unterzogen. Je intensiver die Schwärzung eines fotografischen Films, desto größer sind die DNA-Schäden.
UDS konnte beispielsweise bei verschiedenen Antibiotika der Gruppe Fluorchinolone wie Ciprofloxacin in Analysen nachgewiesen werden.